# Бек-Абад (Кыргызстан)
Бек-Абад (кирг. Бек-Абад, узб. Bekobod/Бекобод) — село в Сузакском районе Джалал-Абадской области Кыргызстана. Входит в состав Сейпидин-Атабековского аильного округа.

## Население
По данным переписи 2009 года, в селе проживало 9 485 человек.

## История
Около села находится КПП "Бек-Абад", 20 марта 2025 года глава Таможенной службы КР Алмаз Салиев посетил КПП и поручил модернизировать его.